# Oowatanite
Oowatanite è un album di raccolta del gruppo rock canadese April Wine, pubblicato nel 1990.

## Tracce
Tutte le tracce sono di Myles Goodwyn eccetto dove indicato.
1. Oowatanite (Jim Clench) – 3:49
2. Get Ready for Love – 4:10
3. Just Like That (Goodwyn, Clench) – 3:11
4. The Band Has Just Begun (Goodwyn, Clench) – 4:14
5. Rock n Roll Woman – 3:42
6. Roller – 3:36
7. Don't Push Me Around – 3:13
8. Wanna Rock – 2:05
9. Highway Hard Run – 4:00
10. I'm Alive – 2:51